# Drew McIntyre
Andrew McLean Galloway IV (Ayr, 6 juni 1985), beter bekend als Drew McIntyre, is een Schots professioneel worstelaar die sinds 2017 actief is in de World Wrestling Entertainment. Hij was eerder lid van de federatie tussen 2007 en 2014.
Galloway begon zijn carrière in 2001. In 2007 tekende hij een opleidingscontract met WWE en verwezen naar Ohio Valley Wrestling (OVW) en Florida Championship Wrestling (FCW). Bij zijn tijd in WWE stond hij bekend als "The Chosen One". Hij is een voormalige WWE Intercontinental Champion en WWE Tag Team Champion. In 2014 werd zijn contract ontbonden.
Tussen 2014 en 2017 kwam hij voornamelijk uit voor Total Nonstop Action Wrestling (TNA), de toen tweede grootste worstelbedrijf in de Verenigde Staten. Hij is een voormalige TNA World Heavyweight Champion en Impact Grand Champion. In 2018 werd hij opgenomen in de Insane Championship Wrestling (ICW) Hall Of Fame.
In 2018 keerde hij terug naar WWE. Hij heeft sindsdien een aantal kampioenschappen aan zijn prijzenkast toegevoegd. Hij, is een voormalige Raw Tag Team Champion met Dolph Ziggler, won de Royal Rumble in 2020, won de WWE Championship bij het evenement WrestleMania 36 en het World Heavyweight Championship bij het evenement WrestleMania XL.

## Professioneel worstel carrière (2001-heden)

### Vroege carrière (2001-2007)
Galloway begon zijn carrière in 2001, maar vertoefde eerst zes jaar in het onafhankelijke circuit. Hij was lid van menig bescheiden worstelpromotie met minder financiële opties en het duurde even vooraleer hij werd ontdekt. 

### World Wrestling Entertainment/WWE (2007-2014)

#### Opleiding in FCW en debuut (2007-2009)
In 2007 tekende hij voor World Wrestling Entertainment (WWE), dat veel potentieel zag in Galloway. Hij werd getraind door stafleden van Florida Championship Wrestling (FCW), worstelde twee jaar lang als Drew McIntyre in dit opleidingscentrum, alvorens op 28 augustus 2009 te debuteren tijdens een aflevering van (toen nog) Friday Night SmackDown!. 

#### WWE Intercontinental Champion (2009)
McIntyre's eerste optredens bestonden uit afzonderlijke verhaallijnen met R-Truth en Charlie Haas. Hij viel hen meermaals aan, maar zegevierde ook in wedstrijden tegen hen. Enkele weken later werd McIntyre door Vince McMahon gepromoot als "een toekomstige WWE World Heavyweight Champion". Vier maanden later, op 13 december 2009, veroverde McIntyre het WWE Intercontinental Championship bij het evenement TLC: Tables, Ladders & Chairs door kampioen John Morrison te verslaan.
Tijdens de SmackDown!-aflevering van 7 mei 2010 werd McIntyre (kayfabe) ontslagen door fictief General Manager Theodore Long nadat McIntyre Matt Hardy had aangevallen. McIntyre moest zijn Intercontinental Championship afgeven en de titel kwam vacant te staan. Kofi Kingston kroonde zich tot WWE Intercontinental Champion, maar Theodore Long moest de titel van hogerhand teruggeven aan McIntyre en de titel van Kofi Kingston werd niet erkend door de WWE. Bij het evenement Over the Limit (2010) verloor McIntyre zijn titel alsnog aan Kofi Kingston.

#### Verhaallijn over Amerikaans visum (2010)
Op 25 juni 2010 werd McIntyre tijdens een aflevering van SmackDown! geconfronteerd met de terugkeer van Matt Hardy, waarbij McIntyre werd verslagen. Na de wedstrijd kwam Theodore Long op de proppen en zei dat McIntyre's visum (kayfabe) was verstreken. McIntyre moest vervolgens het land verlaten.
Een week later kreeg McIntyre een brief van Theodore Long opgestuurd en mocht hij alsnog in de WWE blijven. Bij het evenement Night of Champions (2010) won McIntyre samen met Cody Rhodes een WWE Tag Team Championship-wedstrijd van voormalige kampioenen The Hart Dynasty, waar ook The Usos, Santino Marella & Vladimir Kozlov en Evan Bourne & Mark Henry aan meededen. Bij het evenement Bragging Rights (2010) verloren Drew McIntyre en Cody Rhodes hun titels aan The Nexus (David Otunga en John Cena). 

#### 3MB (2012-2014)
In oktober 2012 werd hij lid van 3MB, samen met Heath Slater en Jinder Mahal. Hij speelde de rol van over het paard getilde rockzanger. Deze groep was niet populair bij fans. Op de korte termijn werd McIntyre net als de anderen steeds geboekt om een wedstrijd te verliezen. 
Op 12 juni 2014 maakte WWE bekend dat het diverse werknemers ontslagen heeft, onder andere wegens een gebrek aan kwalitatieve wedstrijden. Hieronder viel ook Galloway.

### Total Nonstop Action Wrestling (TNA) (2014-2017)
Na zijn ontslag bij WWE keerde Galloway terug naar het onafhankelijk circuit en worstelde als dusdanig voor promoties die over het algemeen geen internationale bekendheid genoten en daarnaast over minder financiële capaciteiten beschikten. Behalve een korte periode in Total Nonstop Action Wrestling (TNA) zou Galloway dat drie jaar blijven doen en worstelde hij voor zeer lokale promoties als Evolve en Pro Wrestling Guerrilla (PWG). 
Hij tekende in 2015 een contract bij Total Nonstop Action Wrestling (TNA). Op 15 maart 2016 won McIntyre het TNA World Heavyweight Championship. Hij versloeg Matt Hardy en was de eerste Schotse worstelaar die er in slaagde de wereldtitel te veroveren in TNA. McIntyre speelde de titel kwijt aan Bobby Lashley, waarmee een einde kwam aan 89 dagen als kampioen. Hij was tevens de inaugurele TNA Impact Grand Champion via toernooiwinst. 
Galloway verliet de promotie in februari 2017. 

### Terugkeer naar WWE (2017-heden)

#### NXT Champion (2017-2018)
McIntyre is sinds april 2017 terug een worstelaar van WWE, nadat NXT-oprichter Paul Levesque bijna zijn terugkeer eiste. Levesque had namelijk opgemerkt dat McIntyre in de voorgaande jaren beduidend meer spiermassa had gegenereerd, wat hem ervan overtuigde McIntyre terug aan te werven. Een jaar later verklaarde Levesque terug inzet en vechtlust te zien bij McIntyre en dat resulteerde uiteindelijk in promotie naar Monday Night Raw.
Aanvankelijk werd hij dus opnieuw voorzichtig in het programma NXT ondergebracht bij wijze van inloopperiode. McIntyre veroverde op 19 augustus 2017 het NXT Championship na een overwinning tegen Bobby Roode, met wie Levesque gelijkaardige plannen had. Hij verdedigde het kampioenschap in november 2017 tegen Adam Cole met Shawn Michaels als gastscheidsrechter. Een maand later moest hij de titel doorgeven aan Andrade "Cien" Almas. Tijdens deze wedstrijd scheurde McIntyre zijn bovenarmspier en was hij vier tot vijf maanden inactief. McIntyre herstelde van de blessure, maar keerde niet meer terug naar NXT.

#### Tag team met Dolph Ziggler (2018)
McIntyre's rentree geschiedde tijdens de Raw-aflevering van 16 april 2018, tevens zijn eerste optreden in de populaire worstelshow sinds 2014. Hij verdedigde Dolph Ziggler tegen Titus O'Neil en Apollo Crews en startte een bondgenootschap. McIntyre hielp Ziggler het Intercontinental Championship te winnen van Seth Rollins. De verhaallijn wekte een indruk dat de invloed van McIntyre meestal doorslaggevend was voor de meer ervaren Ziggler (nota bene in WWE). Dit vaak terugkerende element was soms zo verregaand dat fans hen vergeleken met Two Dudes with Attitudes, het gedenkwaardige team van Shawn Michaels en Kevin Nash in de jaren '90.
Als tag team wonnen McIntyre en Ziggler het WWE Raw Tag Team Championship. Op 27 augustus 2018 versloegen ze Bo Dallas en Curtis Axel, die lid waren van de alliantie van The Miz. Hun regeerperiode hield twee maanden stand, tot ze op 22 oktober een dure nederlaag leden tegen The Shield (Dean Ambrose en Seth Rollins) en de titelriemen verloren. Het zou uiteindelijk bij één kampioenschap blijven. Begin november, kort na het controversiële evenement Crown Jewel, ontstond er plots wrevel tussen McIntyre en Ziggler. Op 3 december ging het duo uit elkaar toen McIntyre zijn partner aanviel. McIntyre beweerde dat Ziggler hem gebruikte voor eigenbelang, maar weigerde terug te komen op hun succes. McIntyre en Ziggler kruisten diezelfde avond nog de degens waarbij Ziggler uiteindelijk zegevierde.

#### Ruzie met Roman Reigns (2019)
In het voorjaar van 2019 kreeg McIntyre het aan de stok met de worstelgroep The Shield, waarbij McIntyre de rol van heel ("slechterik") speelde. McIntyre beweerde dat hij de groep zou "vernietigen". "The Shield" versloeg hem twee keer. McIntyre werd bijgestaan door Baron Corbin en Bobby Lashley bij het evenement Fastlane in maart 2019 en bij het evenement The Shield's Final Chapter in april 2019. Dit was het afscheid van The Shield naar aanleiding van het vertrek van Dean Ambrose uit de World Wrestling Entertainment. Tussendoor verloor hij van Roman Reigns bij het evenement WrestleMania 35. Een maand later verloor hij een Money in the Bank ladder match. bij het gelijknamige evenement. Brock Lesnar was de winnaar.

#### Royal Rumble-winnaar (2020-heden)
Op 26 januari 2020 won hij de jaarlijkse Royal Rumble in Houston, Texas bij het gelijknamig evenement, na de terugkeer van Edge als worstelaar. McIntyre elimineerde Roman Reigns als laatste.
Op 5 april versloeg hij Brock Lesnar voor het WWE Championship bij WrestleMania 36.

## In het worstelen
- Finishers
  -  Future Shock DDT (Double underhook DDT)
  - Scot Drop
  - Thee Move
  - Claymore Kick
- Signature moves
  - Big boot
  - Ego Trip
  - Sharpshooter
  - Snap suplex
  - Spike piledriver
  - Powerslam
  - Scoop slam
  - Clothesline
  - Backbreaker drop
  - Gutbuster
  - Neckbreaker
  - Biycle kick
- Managers
  - Charles Boddington
  - Dave Taylor
  - William Regal

## Prestaties
- British Championship Wrestling
  - BCW Heavyweight Championship (2 keer)
- Danish Pro Wrestling
  - DPW Heavyweight Championship (1 keer)
- Scottish Wrestling Alliance
  - Scottish Heavyweight Championship (1 keer)
- Florida Championship Wrestling
  - FCW Florida Heavyweight Championship (1 keer)
  - FCW Florida Tag Team Championship (2 keer met Stu Sanders)
- Insane Championship Wrestling
  - ICW Heavyweight Championship (1 keer)
  - ICW Hall Of Fame 2018
  - ICW Award for Moment Of The Year 2014
- Irish Whip Wrestling
  - IWW International Heavyweight Championship (1 keer)
- WWE
  - WWE Intercontinental Championship (1 keer)
  - WWE Raw Tag Team Championship (2 keer, met Cody Rhodes (1x) en Dolph Ziggler (1x))
  - NXT Championship (1 keer)
  - WWE Championship (2 keer)
  - 31ste Triple Crown Champion
  - Royal Rumble 2020
- WhatCulture Pro-Wrestling
  - WCPW World Championship (1 keer)
- Total Nonstop Action Wrestling/Impact Wrestling
  - TNA World Heavyweight Championship (1 keer)
  - Impact Grand Championship (1 keer)
  - Global Impact Toernooi 2015
  - TNA Joker's Wild 2016